# Evmeniy (religieux orthodoxe)
L'évêque Evmeniy ou Euménius (Евмений), dans le monde Evdokim Titov (Евдоким Титов), est un évêque de l'Église vieille-orthodoxe russe, qui fut à la tête de paroisses d'une autre branche de vieux-croyants en Roumanie de 2000 à 2006.

## Biographie
En 1990, il reçoit l'ordre du diaconat et de presbytre, et après avoir reçu la tonsure monastique, il est ordonné évêque par l'archevêque Guennadi (Antonov) et se trouve à la tête de paroisses de l'Église vieille-orthodoxe russe en Roumanie avec le titre d'évêque de Toultchine.
Le 5 mars 1995, l'archevêque Guennadi (Antonov) et lui-même participent à la consécration de l'évêque Aristarkh (Kalinine) au siège de Moscou. En 2000, il rejoint une autre branche des vieux-croyants, la juridiction de l'Église vieille-orthodoxe de Russie (Épiscopat de Koursk) pour laquelle il ordonne évêque Apollinaire (Doubinine) (1949-2021).
Les 13 et 14 novembre 2003, le synode consacré adopte la rationalisation de la structure administrative de l'épiscopat de Koursk, selon laquelle la disposition sur l'autonomie de l'éparchie de Koursk et de l'éparchie de Toultchine et de toute la Roumanie a été approuvée, avec la direction spirituelle suprême de l'Église par l'évêque Euménius. Le 14 novembre 2003, il est élevé au rang d'archevêque.
Le 29 janvier 2006, il écrit une lettre de repentance et retourne sous la juridiction  de l'Église vieille-orthodoxe russe, mais une partie des vieux-croyants de Roumanie et l'évêque Apollinaire (Doubinine) rejettent cette lettre de repentance.
Il demeure au village de Sarichioi en Roumanie.